# Jean Grosse
Pour les articles homonymes, voir Grosse.
Jean Grosse (? - 1744), en allemand Johann Gross, est un chimiste d'origine allemande entré à l'Académie des sciences en 1731.
Ses travaux, peu nombreux mais de valeur, ont été publiés dans les Mémoires de l'Académie royale des sciences .

## Biographie
Les éléments de la jeunesse de Jean Grosse ne sont pas connus, notamment sa date de naissance, sa formation et l'établissement où il obtint le titre de docteur en médecine. On sait seulement qu'il indiquait être un médecin d'origine allemande.
Jean Grosse arrive en France vers la fin du règne de Louis XIV. À Paris, il fréquente le laboratoire et l'officine des Boulduc (Simon, le père, et Gilles-François, le fils) situés rue des Boucheries-Saint-Germain. Il se lie d'amitié avec Gilles-François qui va l'héberger.
Assistant de Duhamel du Monceau, il réalise des expériences propres à solubiliser le tartre par l'action de « terres alcalines ». En 1734, il publie avec Duhamel le résultat de recherches sur l'éther, appelé alors « liqueur de Frobenius ». Jean Grosse met au point le procédé de distillation de l'« l'esprit de vin » (éthanol) en présence d'« huile de vitriol » (acide sulfurique) ; grâce à son talent d'expérimentateur et d'observateur habile, il détermina le moment où il convenait d'arrêter la distillation afin de n'obtenir que l'éther sans produit secondaire.

« Il était réservé à M.Grosse d'avoir cette liqueur aussi parfaite que l'éther de M.Frobenius et même beaucoup meilleure que celle envoyée d'Angleterre »

— Duhamel du Monceau